# Angel of Retribution
Angel of Retribution è un album del gruppo heavy metal britannico Judas Priest, pubblicato il 28 febbraio 2005. Segna il rientro nella formazione dello storico cantante della band, Rob Halford, dopo 12 anni di separazione.

## Il disco
All'uscita l'album venne ritenuto all'altezza dei migliori lavori del gruppo, come Screaming for Vengeance o British Steel: il lavoro ha infatti una freschezza che lo rende accostabile ad alcune prove degli anni ottanta, ma è soprattutto un ritorno al suono classico dei Priest dopo i modernismi di Jugulator e Demolition, nonostante qualche elemento di quel periodo sia qui rinvenibile. Allo stesso tempo il ritorno di Halford ha portato alcune delle sonorità da lui sperimentate nel periodo fuori dal gruppo, come si può sentire in canzoni come Angel, Deal with the Devil e Demonizer.
Allo stesso tempo vi sono anche delle innovazioni e degli insperati recuperi: Revolution, il primo singolo di questo album con un finale stile Plant/Led Zeppelin, è direttamente collegata agli anthem sfornati dal gruppo negli anni settanta, mentre la già citata Angel (ballata acustica dagli arpeggi commoventi) è da un lato una continuazione della vena più intimista mostrata da Halford in certi frangenti della sua carriera post-Priest e dall'altro un ritorno a canzoni come Beyond the Realms of Death.
Nel contempo Eulogy, in cui il testo è molto breve ed è marcatamente in rima, e Lochness, che con i suoi 13 minuti si caratterizza per essere la più lunga canzone mai prodotta dal gruppo, offrono scorci inediti nell'offerta del gruppo.
Il disco sfoggia la produzione di Roy Z (che contribuisce alla composizione di Deal With the Devil), già collaboratore di Bruce Dickinson e produttore dei dischi degli Halford (e attualmente anche chitarrista).

## Tracce
Testi e musiche di Tipton, Halford e Downing, eccetto dove indicato 
1. Judas Rising - 3:52
2. Deal with the Devil - 3:54 (Tipton/Halford/Downing/Ramirez)
3. Revolution - 4:42
4. Worth Fighting For - 4:17
5. Demonizer - 4:35
6. Wheels of Fire - 3:41
7. Angel - 4:23
8. Hellrider - 6:06
9. Eulogy - 2:54
10. Lochness - 13:22

## Formazione
- Rob Halford - voce
- Glenn Tipton - chitarra
- K.K. Downing - chitarra
- Ian Hill - basso
- Scott Travis - batteria